# Anton Ivakin
Anton Yuryevich Ivakin (né le 3 février 1991) est un athlète russe, spécialiste du saut à la perche.

## Carrière
Détenant un record de 5,40 m, obtenu à Tcheboksary le 3 juillet 2010, il devient Champion du monde junior à Moncton, en franchissant la barre à 5,50 m (seconde tentative à cette hauteur, après avoir manqué un saut à 5,45 m) pour battre Claudio Stecchi.
En 2011, il établit son nouveau record personnel avec 5,52 m à Budapest. Le 21 juillet 2012 à Ierino, il franchit 5,60 m, record personnel en plein air. Le 20 janvier 2013, il améliore son record personnel en salle en remportant la Governor's Cup de Krasnodar avec un saut à 5,59 m.

### Palmarès
| Date | Compétition                    | Lieu    | Résultat | Performance |
| ---- | ------------------------------ | ------- | -------- | ----------- |
| 2010 | Championnats du monde juniors  | Moncton | 1er      | 5,50 m      |
| 2011 | Championnats d'Europe espoirs  | Ostrava | 5e       | 5,50 m      |
| 2013 | Championnats d'Europe espoirs  | Tampere | 1er      | 5,60 m      |
| 2015 | Championnats d'Europe en salle | Prague  | 7e       | 5,65 m      |

### Records
| Épreuve          | Épreuve   | Performance | Lieu    | Date            |
| ---------------- | --------- | ----------- | ------- | --------------- |
| Saut à la perche | Plein air | 5,63 m      | Athènes | 18 mai 2013     |
| Saut à la perche | Salle     | 5,65 m      | Moscou  | 14 février 2013 |